# SAI KZ-2
Dimensions
Le SAI KZ-2 est un avion de sport monomoteur biplace. La version Kupé a un cockpit fermé et les 2 sièges côte à côte et la version Sport a un cockpit ouvert et les sièges l'un derrière l'autre.